# (32304) 2000 QC25
2000 QC25 (asteroide 32304) é um asteroide da cintura principal. Possui uma excentricidade de 0.12477800 e uma inclinação de 15.41574º.
Este asteroide foi descoberto no dia 25 de agosto de 2000 por Farpoint em Eskridge.